# 帝塚山大学の人物一覧
帝塚山大学の人物一覧（てづかやまだいがくのじんぶついちらん）は、帝塚山大学に関係する人物の一覧記事。

## 著名な教職員
- 赤田光男（人文学部教授、歴史民俗・宗教民俗学者）
- 宇野隆夫（文学部客員教授、考古学者、国際日本文化研究センター名誉教授）
- 岡本栄（非常勤講師、伊賀市市長、元関西テレビ放送アナウンサー）
- 柏野健三（心理学部教授、福祉経済学者）
- 寺島実郎（特別客員教授、評論家、多摩大学学長、三井物産戦略研究所会長、財団法人日本総合研究所理事長、第15回石橋湛山賞を受賞）
- 鶴宏史（現代生活学部講師、社会福祉学・保育学者）
- 森下高治（心理学部教授、心理学者）

## OB・OG

### 芸能
- CHAKA（ジャズシンガー、大学中退）
- オセロケッツ（ロックバンド）
- 豊永真琴（ラジオパーソナリティ、経済学部卒業）
- 中津真莉（女優・声優、大学卒業）
- 福井未菜（女優・タレント、短期大学卒業）
- 萬田久子（女優、短期大学卒業）
- 山本潤子（シンガーソングライター、高校、大学卒業）

### スポーツ

#### ラグビー
- ノッコン寺田 (元ラグビー選手、大学卒業）

### マスコミ
- 橋本昌子（フリーアナウンサー、教養学部卒業）
- 古沢真紀（フリーアナウンサー、教養学部卒業）

### その他
- 加藤幸治（民俗学者、武蔵野美術大学教授）
- 平藤真治（イベントプロデューサー、『神戸コレクション』『東京ランウェイ』『超十代』プロデューサー、映画『パラダイスキス』ファッションプロデューサー）